# Franciszek Sowulewski
Franciszek Sowulewski, ps. Twardowski, Bąk (ur. 14 grudnia 1915 w Olszance, zm. 11 września 1946 w Białymstoku) – żołnierz Wojska Polskiego i Armii Krajowej, członek Zrzeszenia Wolność i Niezawisłość.

## Życiorys
Franciszek Sowulewski urodził się 14 grudnia 1915 roku we wsi Olszanka (gmina Filipów) w rodzinie Antoniego i Ewy. W latach 1936–1938 odbywał służbę wojskową, którą ukończył w stopniu kaprala.
Wziął udział w kampanii wrześniowej. Walczył do 7 października 1939 roku. W 1943 wstąpił do Armii Krajowej, był dowódcą kompanii.
Po wojnie, we wrześniu 1945 roku, podjął naukę w Liceum Pedagogicznym w Suwałkach. W styczniu 1946 roku został mianowany przez komendanta Obwodu Suwalsko-Augustowskiego Stanisława Malesińskiego ps. Tadeusz dowódcą batalionu „Moczary” WiN. 2 kwietnia 1946 roku o godz. 10:15 funkcjonariusze Powiatowego Urzędu Bezpieczeństwa Publicznego w Suwałkach Aleksander Omilianowicz i Henryk Tarasiewicz dokonali aresztowania Sowulewskiego. Zatrzymanie miało mieć miejsce w trakcie trwania lekcji w Liceum Pedagogicznym. Sowulewski, ostrzeżony, próbował ucieczki skacząc przez okno z pierwszego piętra, złamał jednak nogę i został schwytany. W czasie aresztowania miał przy sobie dokumenty organizacyjne batalionu.

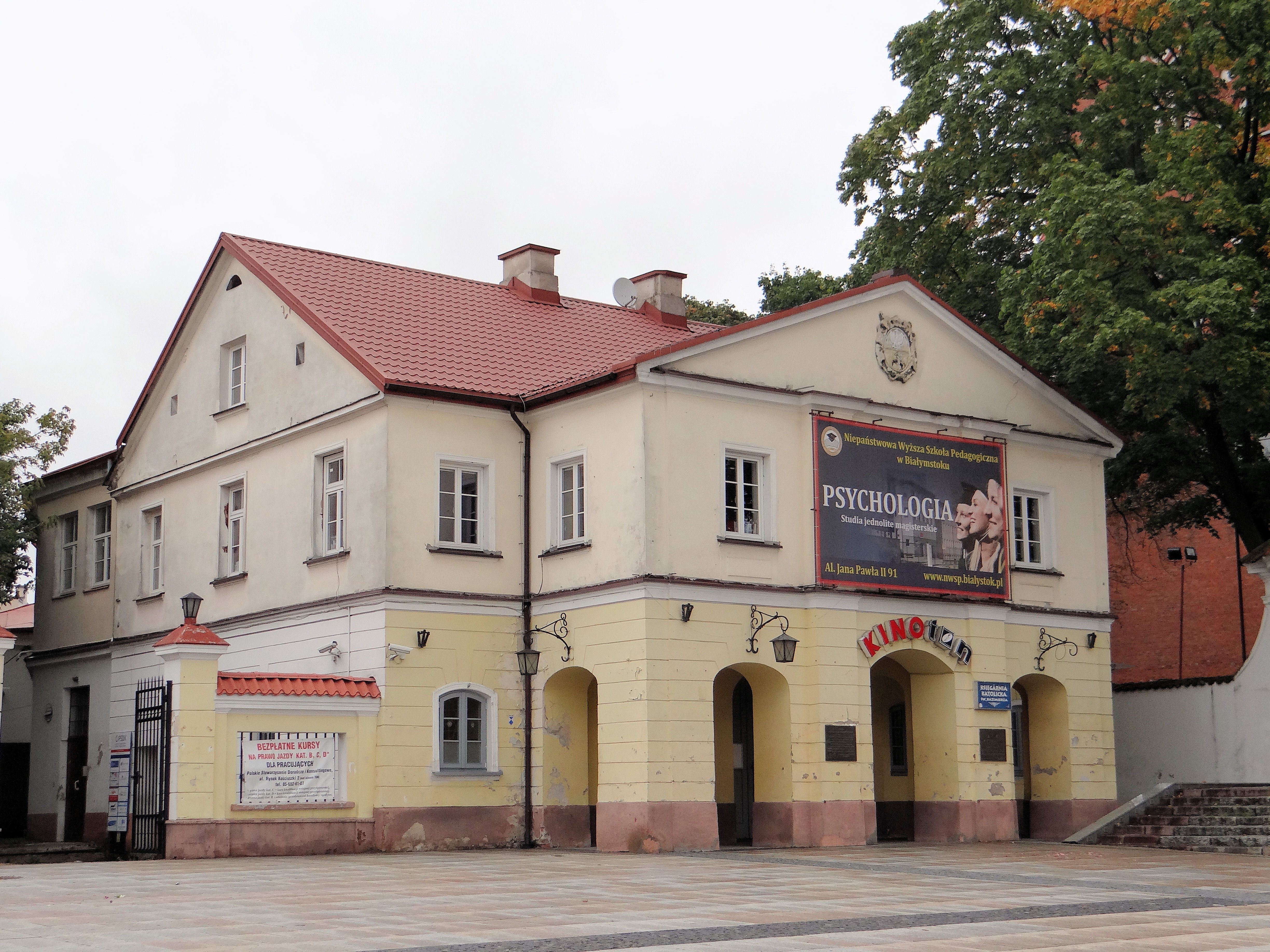
Budynek kina „Ton” w Białymstoku, gdzie odbywał się proces Franciszka Sowulewskiego.

Oskarżony o „udział w związku usiłującym przemocą zmienić demokratyczny ustrój Państwa Polskiego” oraz uchylanie się od służby wojskowej, został skazany na śmierć w procesie pokazowym zorganizowanym w białostockim kinie „Ton”. Składowi sędziowskiemu przewodniczył major Włodzimierz Ostapowicz.
Wyrok śmierci został wykonany w więzieniu w Białymstoku 11 września 1946 roku o godzinie 20:20. Tego samego dnia zginęło również 5 innych skazanych w tym samym procesie – m.in. Aleksander Rybnik i Marian Piekarski. Miejsce pochówku nie jest znane.
Postanowieniem Sądu Wojewódzkiego w Białymstoku z dn. 29 czerwca 1992 roku wyrok został uznany za nieważny.